# Alberto II di Sassonia
Alberto II di Sassonia (-Wittenberg) (Wittenberg, 1250 – Aken, 25 agosto 1298), fu duca di Sassonia dal 1260 al 1296 e poi duca di Sassonia-Wittenberg dal 1296 sino alla sua morte. Fu anche burgravio di Magdeburgo.

## Biografia
Aberto II era figlio del duca Alberto I e di sua moglie, Elena di Brunswick-Lüneburg.
Dopo la morte del padre Alberto I nel 1260, Alberto II e suo fratello maggiore Giovanni I ottennero il governo del ducato di Sassonia aggiungendovi poi il figlio di quest'ultimo.
Nel 1269, 1272 e 1282 i fratelli gradualmente divisero le loro competenze di governo in tre aree della Sassonia non connesse tra loro (una chiamata Terra di Hadeln attorno a Otterndorf, un'altra attorno a Lauenburg e la terza attorno a Wittenberg), in preparazione di una successiva e definitiva partizione.
Nell'elezione imperiale del 1273, Alberto II rappresentò anche i suoi fratelli. In cambio dell'appoggio ottenuto, Rodolfo I diede in sposa ad Alberto II sua figlia Agnese. Dopo che Giovanni I ebbe dato le dimissioni nel 1282 in favore dei suoi tre figli Eric I, Giovanni II ed Alberto III, e la morte dello stesso Giovanni I l'anno successivo, i tre fratelli ed il loro zio Alberto II governarono tutti insieme la Sassonia.
Nel 1288 Alberto II richiese a Rodolfo I di infeudare suo figlio ed erede Rodolfo I dell'Elettorato di Sassonia, il che portò ad una lunga disputa interna alla Casa di Wettin. Quando la Contea di Brehna tornò all'Impero dopo l'estinzione della locale famiglia comitale l'imperatore ne infeudò il duca Rodolfo. Nel 1290 Alberto II ottenne la Contea di Brehna e nel 1295 anche quella di Gommern ma non ancora il prestigioso elettorato. Il re Venceslao II di Boemia riuscì a far eleggere Adolfo di Nassau al rango di nuovo imperatore ed egli siglò un patto il 29 novembre 1291 col quale avrebbe votato a favore di Adolfo in caso di concessione dell'elettorato. Il 27 aprile 1292 Alberto II, coi nipoti minorenni, sfruttò il voto elettorale per eleggere Adolfo di Germania.
L'ultimo documento che riporta il governo di Alberto II con i suoi nipoti è datato a prima del 1295. La partizione definitiva del ducato di Sassonia nel Sassonia-Lauenburg, governato dai fratelli Alberto III, Eric I e Giovanni I, e nel Sassonia-Wittenberg che passò ad Alberto II ebbe luogo il 20 settembre 1296 e quest'ultimo divenne quindi anche il fondatore dell'omonimo ramo della casata degli Ascanidi.

## Matrimonio e figli
Nel 1273 Alberto II sposò Agnese d'Asburgo, figlia di Rodolfo I d'Asburgo, dalla quale ebbe i seguenti figli:
- Rodolfo I (Wittenberg, c. |1284 - 12 marzo 1356, ibidem)
- Ottone (?–1349), sposò Lucia di Dalmazia
- Alberto II (?–19 maggio 1342, Passau), principe-vescovo di Passau
- Venceslao (?–17 marzo 1327, Wittenberg), canonico della cattedrale di Halberstadt
- Elisabetta (?–3 marzo 1341), sposò nel 1317 Obizzo III d'Este
- Anna (?–22 novembre 1327, Wismar), sposò l'8 agosto 1308 a Meißen il margravio Federico (9 maggio 1293–13 gennaio 1315), figlio del margravio Federico I di Meißen. Alla morte di questi si risposò il 6 luglio 13156 con il duca Enrico II il Leone di Meclemburgo (Riga, c.1267 - 21 gennaio 1329, Doberan)

## Ascendenza
|                                |                         |                           | Genitori                               |  |  | Nonni |  |  | Bisnonni                 |  |  | Trisnonni             |  |
|                                |                         |                           |                                        |  |  |       |  |  | Alberto I di Brandeburgo |  |  | Ottone di Ballenstedt |  |
|                                |                         |                           |                                        |  |  |       |  |  | Alberto I di Brandeburgo |  |  | Ottone di Ballenstedt |  |
|                                |                         | Eilika di Sassonia        |                                        |  |  |       |  |  | Alberto I di Brandeburgo |  |  |                       |  |
| Bernardo III di Sassonia       |                         |                           |                                        |  |  |       |  |  | Alberto I di Brandeburgo |  |  |                       |  |
|                                |                         | Sofia di Winzenburg       | …                                      |  |  |       |  |  |                          |  |  |                       |  |
|                                |                         | Sofia di Winzenburg       | …                                      |  |  |       |  |  |                          |  |  |                       |  |
|                                |                         | Sofia di Winzenburg       | …                                      |  |  |       |  |  |                          |  |  |                       |  |
| Alberto I di Sassonia          |                         | Sofia di Winzenburg       |                                        |  |  |       |  |  |                          |  |  |                       |  |
|                                |                         | Canuto V di Danimarca     | Magnus I di Götaland                   |  |  |       |  |  |                          |  |  |                       |  |
|                                |                         | Canuto V di Danimarca     | Magnus I di Götaland                   |  |  |       |  |  |                          |  |  |                       |  |
|                                |                         | Canuto V di Danimarca     | Rikissa di Polonia                     |  |  |       |  |  |                          |  |  |                       |  |
| Brigitta di Danimarca          |                         | Canuto V di Danimarca     |                                        |  |  |       |  |  |                          |  |  |                       |  |
|                                |                         | Elena di Svezia           | Sverker I di Svezia                    |  |  |       |  |  |                          |  |  |                       |  |
|                                |                         | Elena di Svezia           | Sverker I di Svezia                    |  |  |       |  |  |                          |  |  |                       |  |
|                                |                         | Elena di Svezia           | …                                      |  |  |       |  |  |                          |  |  |                       |  |
| Alberto II di Sassonia         |                         | Elena di Svezia           |                                        |  |  |       |  |  |                          |  |  |                       |  |
|                                | Guglielmo di Winchester | Enrico il Leone           |                                        |  |  |       |  |  |                          |  |  |                       |  |
|                                | Guglielmo di Winchester | Enrico il Leone           |                                        |  |  |       |  |  |                          |  |  |                       |  |
|                                | Guglielmo di Winchester | Matilde d'Inghilterra     |                                        |  |  |       |  |  |                          |  |  |                       |  |
| Ottone I di Brunswick-Lüneburg | Guglielmo di Winchester |                           |                                        |  |  |       |  |  |                          |  |  |                       |  |
|                                |                         | Elena di Danimarca        | Valdemaro I di Danimarca               |  |  |       |  |  |                          |  |  |                       |  |
|                                |                         | Elena di Danimarca        | Valdemaro I di Danimarca               |  |  |       |  |  |                          |  |  |                       |  |
|                                |                         | Elena di Danimarca        | Sofia di Minsk                         |  |  |       |  |  |                          |  |  |                       |  |
| Elena di Brunswick-Lüneburg    |                         | Elena di Danimarca        |                                        |  |  |       |  |  |                          |  |  |                       |  |
|                                |                         | Alberto II di Brandeburgo | Ottone I di Brandeburgo                |  |  |       |  |  |                          |  |  |                       |  |
|                                |                         | Alberto II di Brandeburgo | Ottone I di Brandeburgo                |  |  |       |  |  |                          |  |  |                       |  |
|                                |                         | Alberto II di Brandeburgo | Adele d'Olanda                         |  |  |       |  |  |                          |  |  |                       |  |
| Matilda del Brandeburgo        |                         | Alberto II di Brandeburgo |                                        |  |  |       |  |  |                          |  |  |                       |  |
|                                |                         | Mechthild di Lusazia      | Corrado II di Lusazia                  |  |  |       |  |  |                          |  |  |                       |  |
|                                |                         | Mechthild di Lusazia      | Corrado II di Lusazia                  |  |  |       |  |  |                          |  |  |                       |  |
|                                |                         | Mechthild di Lusazia      | Elisabetta/Eliška della Grande Polonia |  |  |       |  |  |                          |  |  |                       |  |
|                                |                         | Mechthild di Lusazia      |                                        |  |  |       |  |  |                          |  |  |                       |  |